# Ota Töpfer
Ota Töpfer, auch Otto Töpfer (geboren am 14. April 1921 in Prag, Tschechoslowakei; gestorben 1962 ebenda) war ein tschechischer Kabarettist und Komiker.

## Leben und Wirken
Töpfer hatte sich vermutlich schon unmittelbar vor dem Einmarsch deutscher Truppen in Prag als Komiker und Kabarettist versucht und stand dort „in der Tradition der volkstümlichen Kleinkunst“. Am 4. Dezember 1941 wurde der erst 20-jährige Prager in das nahe gelegene Ghetto Theresienstadt verschleppt, wo er in Aufführungen „einen drastischen Humor an den Tag legte“. Am 28. September 1944 erfolgte Töpfers Weitertransport in das KZ Auschwitz. Die dort erfahrenen Entbehrungen und Torturen überstand er einzig aufgrund seines noch recht jungen Alters. Als Auschwitz im Januar 1945 angesichts der anrückenden Roten Armee geräumt wurde, verlegte man Otto Töpfer in das KZ Flossenbürg, wo er am 6. Februar 1945 ankam und zwei Monate später 1945 befreit wurde. Töpfer kehrte anschließend in seine nahegelegene tschechische Heimat zurück und setzte dort seine künstlerische Arbeit fort.